# یواس‌اس ساسکس (اس‌پی-۶۸۵)
یواس‌اس ساسکس (اس‌پی-۶۸۵) (به انگلیسی: USS Sussex (SP-685)) یک کشتی بود که طول آن 74' 2" بود. این کشتی در سال ۱۹۱۳ ساخته شد.